# Bruille-Saint-Amand
Bruille-Saint-Amand (auch: Bruille-Lez-Saint-Amand) ist eine französische Gemeinde mit 1.693 Einwohnern (Stand: 1. Januar 2022) im Département Nord in der Region Hauts-de-France. Sie gehört zum Arrondissement Valenciennes und zum Kanton Saint-Amand-les-Eaux. Die Einwohner werden Bruillois genannt.

## Geografie
Bruille-Saint-Amand befindet sich in Französisch-Flandern nahe der belgischen Grenze an der kanalisierten Schelde, die die nordöstliche Gemeindegrenze bildet, zwölf Kilometer nordnordwestlich von Valenciennes.
Bruille-Saint-Amand gehört zum Regionalen Naturpark Scarpe-Schelde (frz.: Parc naturel régional Scarpe-Escaut) und wird umgeben von den Nachbargemeinden Flines-lès-Mortagne im Norden, Hergnies im Nordosten und Osten, Odomez und Escautpont im Südosten, Raismes im Süden, Saint-Amand-les-Eaux im Südwesten sowie Nivelle und Château-l’Abbaye im Westen und Nordwesten.
Das Rathaus steht in Notre-Dame au Bois, dem größeren der beiden Teilorte der Gemeinde.

## Bevölkerungsentwicklung
| Jahr                       | 1962 | 1968 | 1975 | 1982 | 1990 | 1999 | 2006 | 2012 | 2020 |
| Einwohner                  | 1403 | 1442 | 1381 | 1391 | 1473 | 1470 | 1458 | 1650 | 1671 |
| Quellen: Cassini und INSEE |      |      |      |      |      |      |      |      |      |

## Sehenswürdigkeiten
- Kirche Notre-Dame in Notre-Dame-du-Bois
- Kirche Saint-Maurice in Bruille
- Kapelle Notre-Dame in Malaise, seit 1988 Monument historique
- Britischer Militärfriedhof
- Ruinen des Tour du Moulin

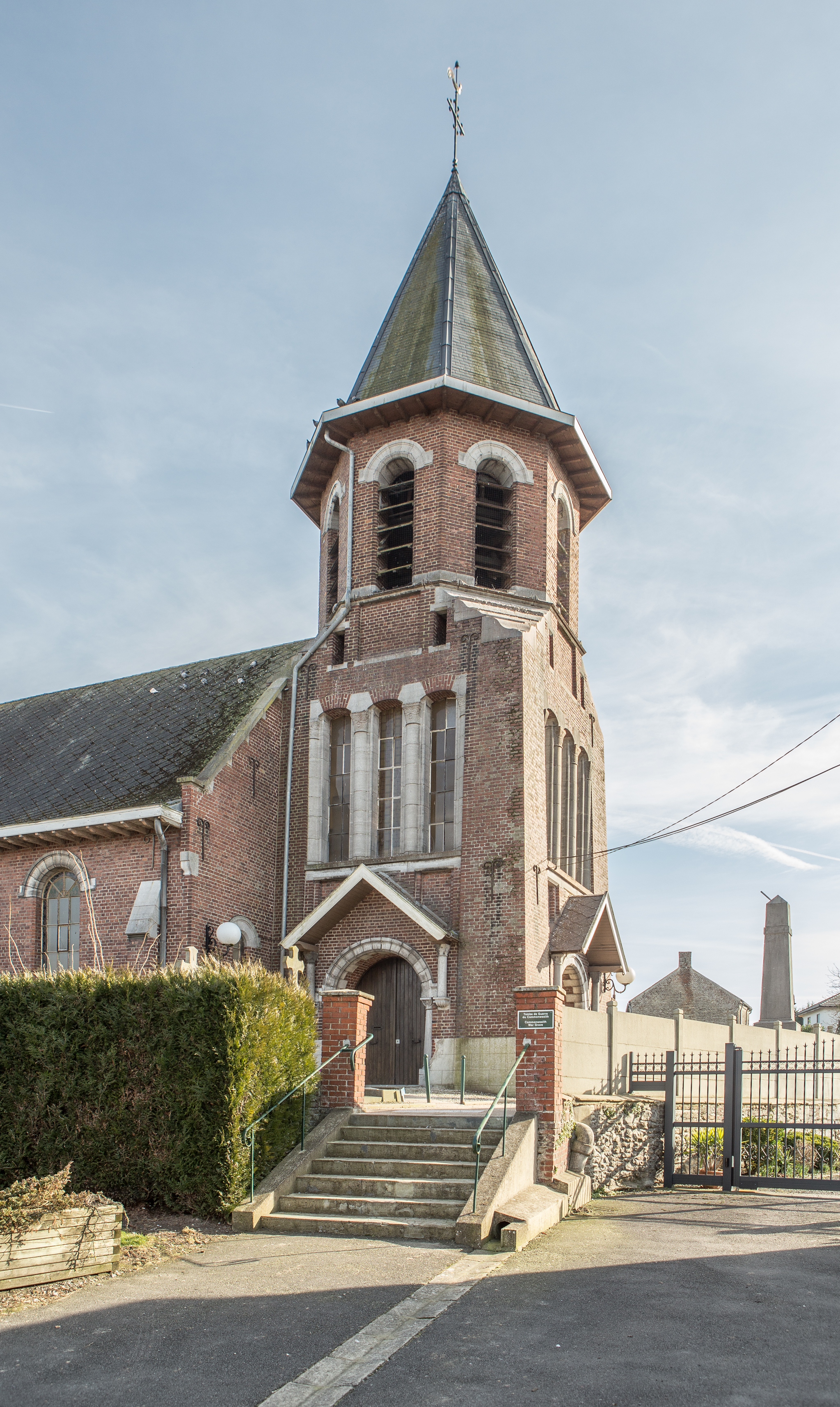
Kirche Saint-Maurice
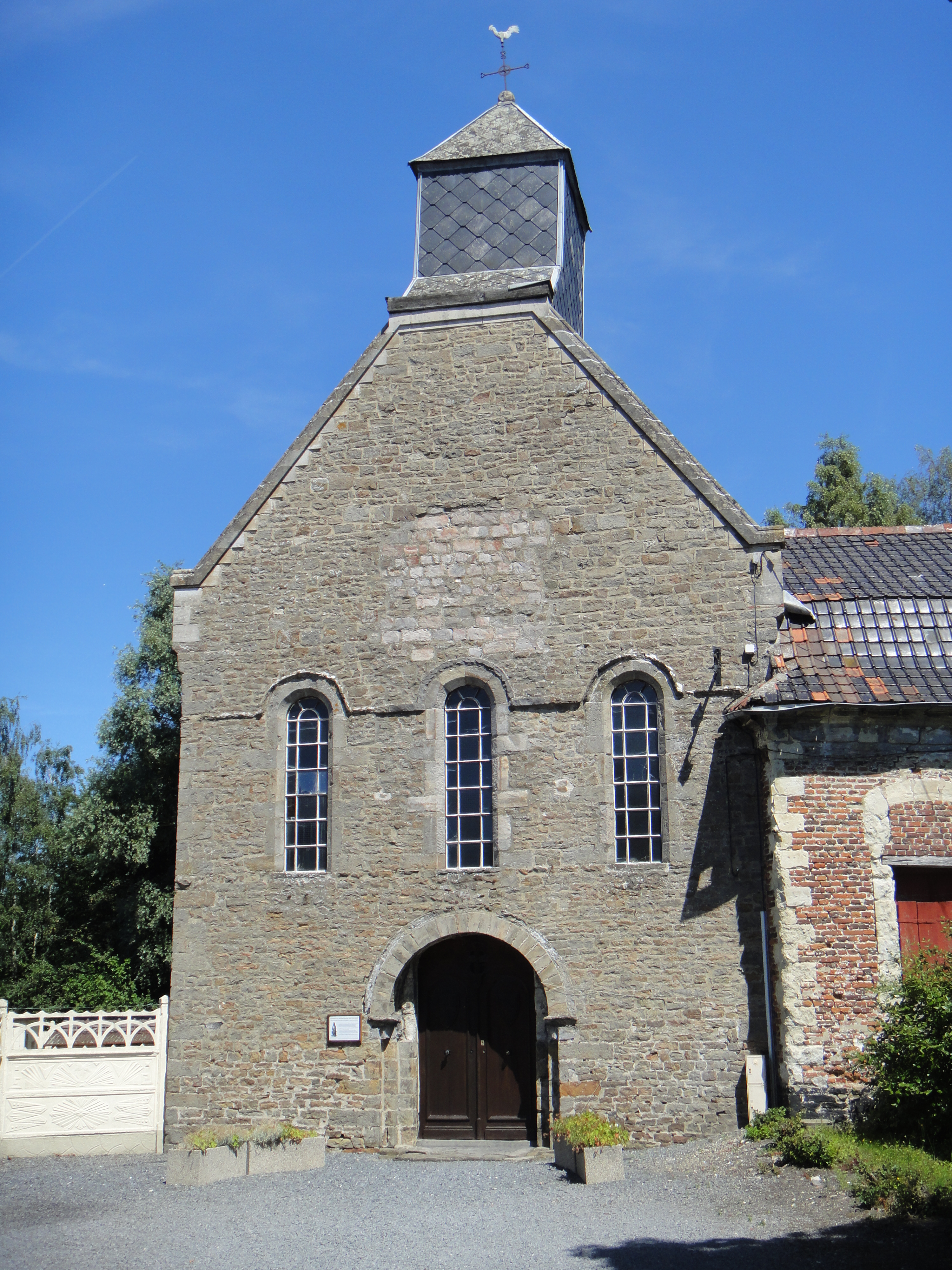
Kapelle Notre-Dame-de-Malaise
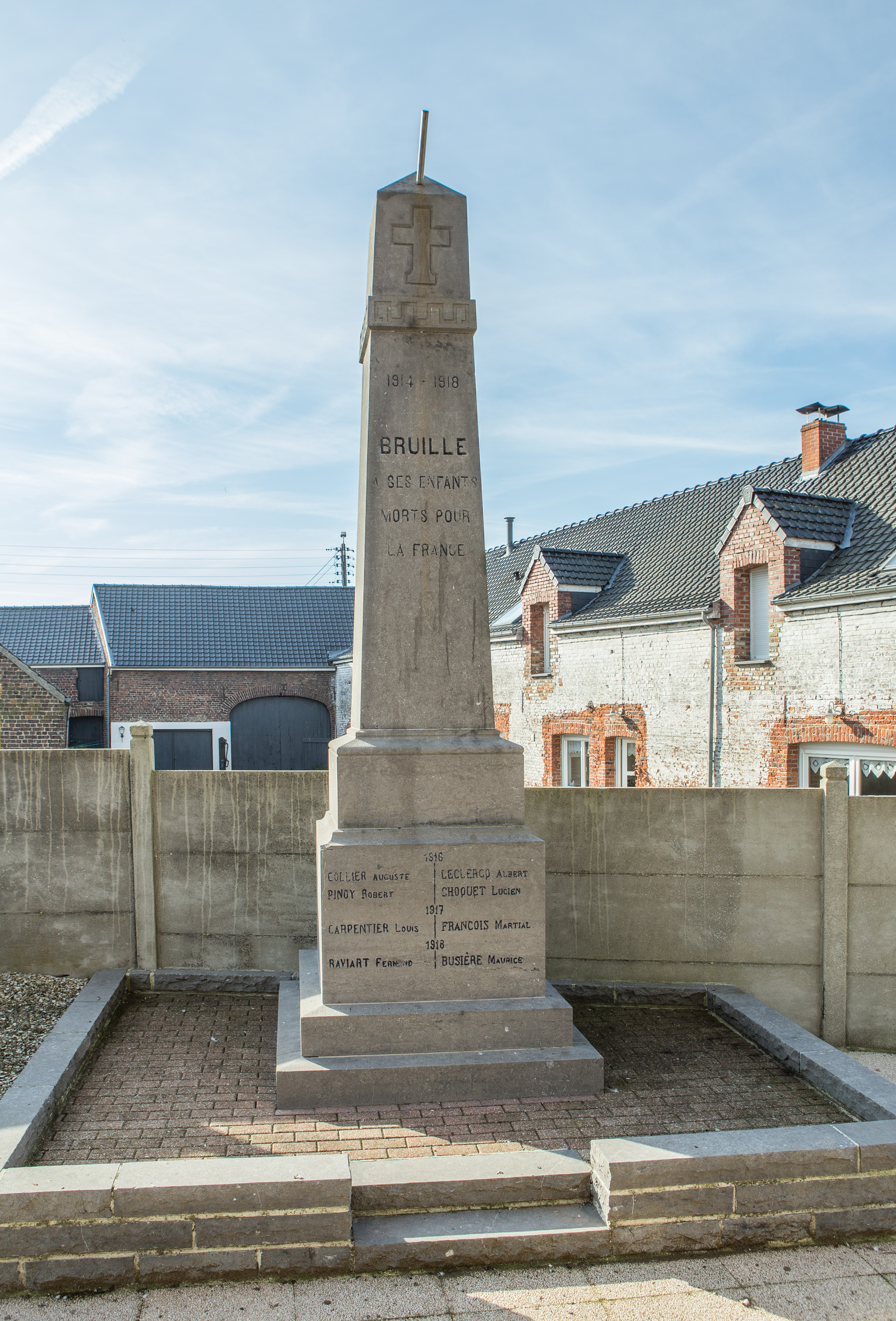
Gefallenendenkmal
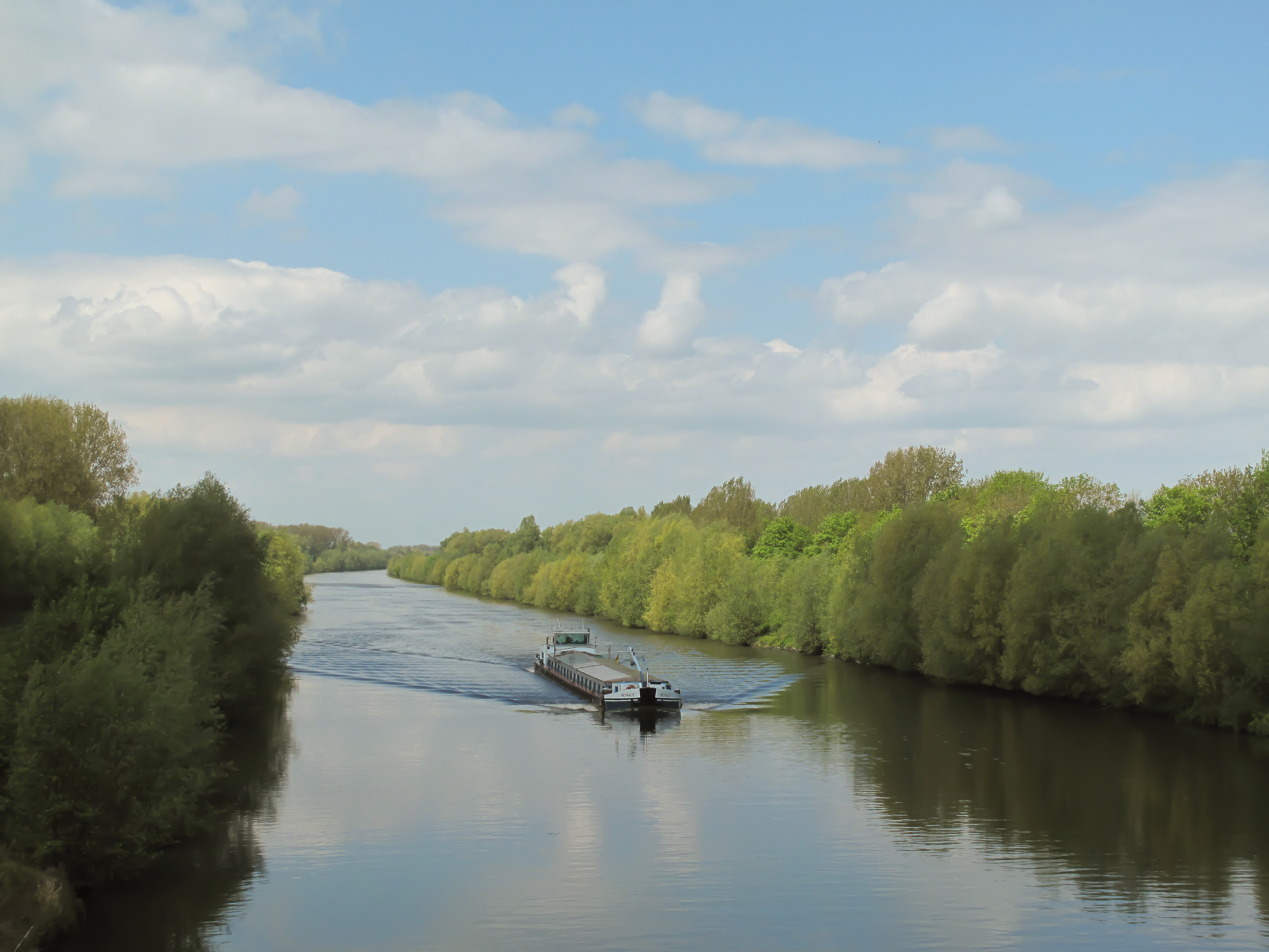
Kanalisierte Schelde zwischen Bruille-Saint-Amand und Hergnies